# Confidential Money 〜300日で3000万ドル稼ぐ方法〜
『Confidential Money 〜300日で3000万ドル稼ぐ方法〜』（コンフィデンシャルマネー さんびゃくにちでさんぜんまんドルかせぐほうほう）は、2012年10月4日にオトメイトより発売されたPlayStation Portable専用ゲームソフト。豪華限定版と通常版の2種リリースで、豪華限定版のみ限定版特典ドラマCD「Confidential Money 〜300分で3000ドル稼ぐ方法〜」と設定原画集を同梱。予約特典はドラマCD「Confidential Money 〜30分で親友になる方法〜」。ニューヨークを舞台とした女性向け恋愛アドベンチャーゲーム。

## あらすじ
母子家庭育ちの女子高生・ナタリー・テイラーは、一人暮らしの資金を稼ぐ為、日々アルバイトをこなしていた。そんなある日、彼女の元に、ジョンと名乗る人物から、『大金を得る権利を獲得した』という招待状が届く。怪しいと思いつつも、指定された住所に行ってみると、そこには同じ招待状を持った5人の男性がいた。そして、招待状の送り主・ジョンは、ナタリー達に、ドナルド社から裏金3000万ドルを盗むゲームを持ちかけたのだった。

## 登場人物
ナタリー・テイラー - 名前変更可能
声 - なし
本作の主人公。ニューヨークを慕らす女子高校生。17歳。母・リズと2人暮らしで、現在は1人暮らしの資金を稼ぐべく、ゲームに参加する。しっかり者で家事万能。
桐島瞬（きりしま しゅん）
声 - 鳥海浩輔
年齡：21歳、身長：175cm、誕生日：6月17日、血液型：AB、国籍：日本
チームのまとめ役。頭脳明晰で記憶力も高い。お調子者で社交的。語学留学の為にニューヨークへやって来た。
ダニエル・ジョンソン
声 - 三木眞一郎
年齡：26歳、身長：188cm、誕生日：8月11日、血液型：B、国籍：アメリカ
警察官。自分を庇って重傷を負った同僚の手術代を稼ぐ為にゲームに参戦。面倒見が良いが、頼まれると断れない。運動神経抜群で体格も良い為、ゲイにモテる。銃の扱いに長ける。
アラン・モリス
声 - 緑川光
年齡：28歳、身長：182cm、誕生日：9月4日、血液型：O、国籍：アメリカ
会計士。かつて空軍にいた為、あらゆる乗物を操縦出来る。父親の濡れ衣を晴らす為に、お金を必要としている。動物好きで、熊のグッズを集めている。
マイケル・ワトソン
声 - 野島健児
年齡：17歳、身長：170cm、誕生日：1月30日、血液型：AB、国籍：アメリカ
プログラマー兼ハッカー。プログラミングとハッキングが得意で、警察のサイトを覗き見ている。ゲーム感覚で、参戦した。礼儀正しいが、空気が読めないトラブルメーカー。
レイモンド・デイビス
声 - 川田紳司
年齡：41歳、身長：176cm、誕生日：10月8日、血液型：O、国籍：イタリア
元俳優の詐欺師。ミラノ出身。紳士的で物腰が柔らかいが、毒舌家。演技力と洞察力による人心掌握術を得意とする。借金返済の為にゲームに参加したらしいが、真相は不明。
ルーク
声 - 徳本恭敏
年齡：30歳、身長：185cm、誕生日：11月18日、血液型：A、国籍：アメリカ
元徴兵で泥棒。泥棒から足を洗うべく、参加。聴覚が鋭く、狙撃に長けており、物音で相手との距離や状況を分析出来る。冷酷無比でドSだが、ナタリーにセクハラをしてくる。
リズー・テイラー
声 - 戸田杏奈
年齡：38歳、身長：171cm（7cmヒール込）、誕生日：3月21日、血液型：AB、国籍：アメリカ
ナタリーの母親。恋愛小説家。自由奔放な性格で、今でも恋愛を楽しみたいと思っている。離婚後、女一つ手で娘を育てた。
ドナルド・マーティン
声 - 麦人
年齡：62歳、体重：75kg（空腹時）、誕生日：9月21日、血液型：AB、国籍：アメリカ
ナタリーの祖父。大手保険会社『ドナルド・マーティン』社長。ニューヨークの長者番付で毎年10位以内に入る程の富豪。強欲で、法律に触れかねない様な手段で成り上がった。
チャールズ
声 - 興津和幸
年齡：38歳、身長：178cm、誕生日：9月28日、血液型：B、国籍：アメリカ
リズの親友で、オカマ。マンハッタンの5番街で店を構えるデザイナー。いつか世界に羽ばたく事を夢見ている。気に入った男性は、ショーに出している。
カトリーヌ
声 - 田中まや
年齡：28歳、身長：175cm（5cmヒール込）、誕生日：11月26日、血液型：A、国籍：アメリカ
ドナルドの秘書。雑用や会社のブログ管理をこなす。ドナルドのベストショットを出す為、常にカメラを携帯している。
クリス・キャンベル
声 - 須藤翔
年齡：26歳、身長：176cm、誕生日：3月23日、血液型：A、国籍：アメリカ
ダニエルの友人で、同僚。ニューヨーク市警に勤めていたが、ダニエルを庇い、強盗犯に撃たれ、下半身不随になる。治療の為には、最新医療の設備を備えた病院に行く必要がある。
ポーラ
声 - 森夏姫
年齡：43歳、身長：165cm、誕生日：2月28日、血液型：A、国籍：アメリカ
ナタリーの住むアパートの隣人。愛称：ビッグママ。南部訛りの英語で話す。よく豆を使った郷土料理を持って来る。

## スタッフ
- ディレクター：ヨーク
- 原画：桐矢隆
- シナリオ：珠希けい

## 主題歌
オープニングテーマ「Solid Gold」
作詞：森由里子、作曲・編曲：櫻井真一、歌：Midori
エンディングテーマ「My Hometown」
作詞：CHiCO(ACE)、作曲：西部敏彦、編曲：ヨコタロウ、歌：貝田由里子

## 音楽CD
- 「Confidential Money 〜300日で3000万ドル稼ぐ方法〜 Opening Theme & Ending Theme Maxi Single」（フロンティアワークス、2012年10月3日発売） FCCT-0152
  - 初回封入特典：待受画像がgetできるQRコード付き特製カード

## 特典
- 予約特典
  - ドラマCD「Confidential Money 〜30分で親友になる方法〜」
- 限定特典
  - ドラマCD「Confidential Money 〜300分で3000ドル稼ぐ方法〜」
  - 設定原画集

## モバイル
- ソーシャルゲームセフィロト〜時の世界樹〜に本作品のキャラクターカードが参戦している。